# ابوالحسن اشعری

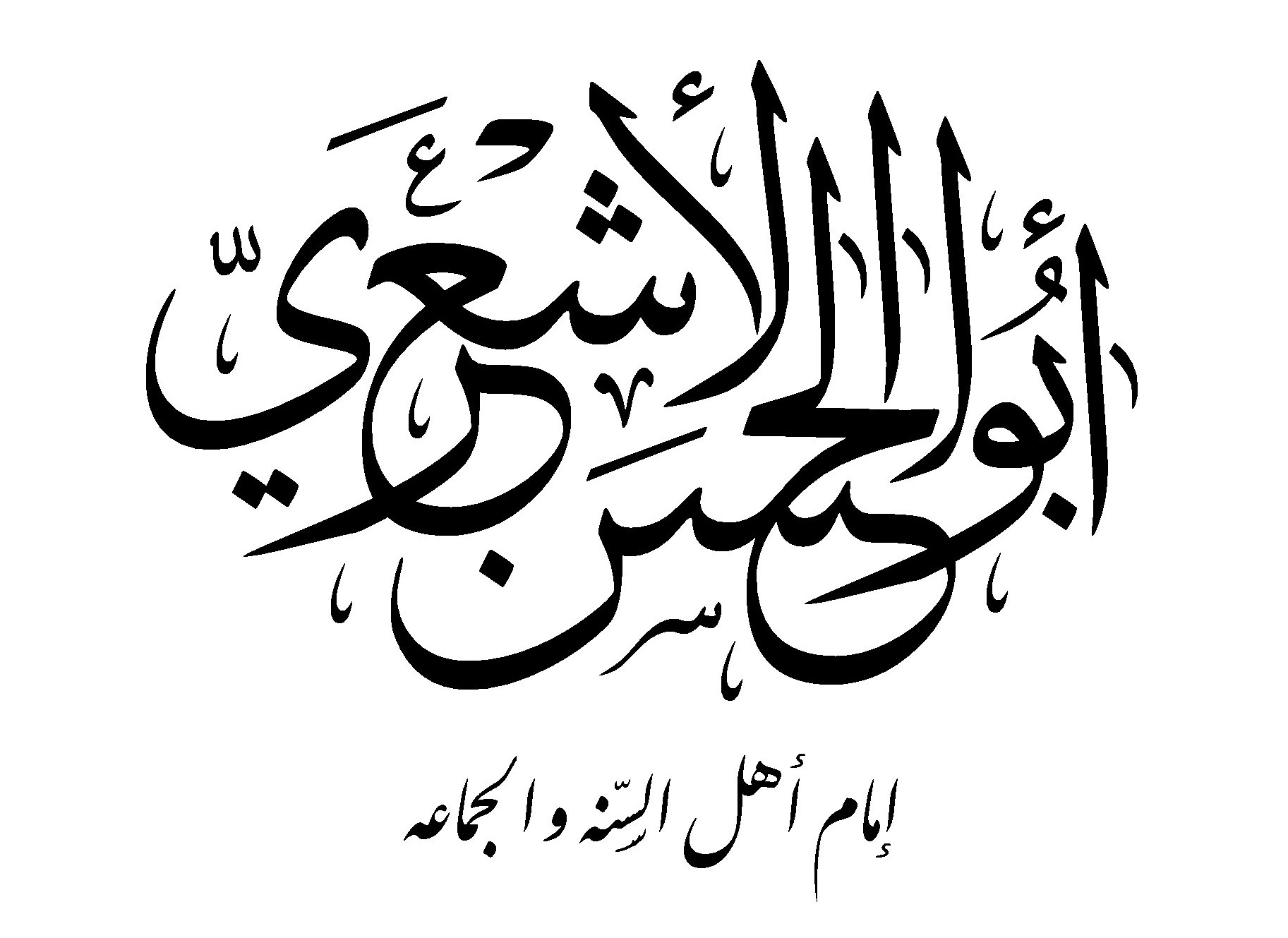
تصویر نوشته خطی از نام ابوالحسن اشعری

ابوالحسن علی بن اسماعیل الاشعری (۲۶۰–۳۲۴ هجری) از متالهان و متکلمانِ نامیِ مسلمان است. وی در بصره به دنیا آمد و در جوانی پیروِ مکتبِ معتزله بود؛ و اصولِ عقایدِ این مکتب را نزد الجبائی آموخت و سال‌ها مدافعِ عقایدِ معتزلی بود. در چهل سالگی سرانجام از معتزله روی گردانید و از مخالفانِ آن مکتب شد.
اشعری کتاب‌های زیادی هم در دورانِ اعتزالی بودنش، و هم پس از آن گردآوری کرد که بنا بر گفتهٔ خود، تعداد آن‌ها به نود عدد می‌رسد. وی سرانجام در ۳۲۴ هجری در بغداد درگذشت.

## زندگی
ابوالحسن اشعری از نوادگانِ ابوموسی اشعری بود. در ۲۶۰ هجری در بصره متولد شد اما بیشتر عمرِ خود را در بغداد گذراند. در کودکی از متشرعان بود، اما در جوانی به معتزله گروید و نزدِ استادانِ معتزلی از جمله جبایی شاگردی کرد، و اصولِ اعتقادیِ این مکتب را فراگرفت. در تمامِ این مدت مدافعِ اصولِ اعتقادیِ معتزلیان بود و کتاب‌های متعددی نیز در این‌باره نوشت.
اشعری در چهل سالگی دچار تردید در افکار و اعتقاداتش شد. او با استادِ خود، جبایی، که از بزرگانِ معتزله در آن زمان به‌شمار می‌رفت، بحث‌هایِ بسیار کرد، چنان‌که همین بحث‌ها دوستیِ این دو را برهم زد و باعث شد اشعری معتزلیان را ترک کند. وی حدودِ دو هفته در منزلِ خویش خلوت گزید و به تفکر در اعتقاداتش پرداخت. وی پس از این دو هفته، خلوتِ خویش را شکست و زمانی که مردم در مسجدِ اعظم بصره برای خواندنِ نماز گرد آمده‌بودند، خطاب به مردم چنین گفت:
«هر که مرا می‌شناسد، می‌شناسد، و هر که نمی‌شناسد اکنون خود را به او می‌شناسانم. من، علی بن اسماعیل الاشعری هستم. اندی پیش از این، من اصولِ عقایدِ معتزله را تدریس می‌کردم، و به حدوثِ قرآن و انکارِ رویتِ خداوند در آخرت و سلبِ هرگونه اسناد، و هر صفت ثبوته‌ای از خداوند عقیده‌مند بودم. اینک همه گواه باشید که من از این اصولِ عقاید رو گردانده‌ام وبه‌طورِ قطع یک‌دله آن را رها کرده‌ام.»
وی از آن پس، به مقابله با تفکراتِ معتزلی مشغول شد و کاخ‌هایی که آنان در کلام ساخته بودند را یکی یکی ویران ساخت. 

شیخ ابوالحسن اشعری
امام ابن‌عساکر دمشقی (متوفی۵۷۱ هـ ق)اسم و نسب امام اشعری را به شیوه‌ی زیر از امام بیهقی (متوفی ۴۵۸) روایت می‌کند: اسم ایشان علی، پسر اسماعیل، پسر اسحاق (مُکنّی به ابو بِشر) پسر سالم، پسر اسماعیل، پسر عبدالله، پسر موسی، پسر بلال، پسر أبی بُرده، پسر ابوموسای اشعری می‌باشد  .
علی به‌سال ۲۶۰ هـ ق در شهر بصره متولدشد. پدرش اسماعیل، که از نسل ابوموسی‌اشعری بود، اصیل‌گرا و معتقد به باورهای اهل‌سنت‌و‌جماعت بود . بعداز آنکه علی به سن 10 سالگی رسید پدرش از دنیا رفت. اسماعیل وظیفه‌ی تعلیم و تربیت فرزندخود را به دوستش«زکریا بن یحیی ساجی (متوفای۲85هـ ق)» که یکی از محدثین و پیشوایان اهل‌سنت‌و‌جماعت بود، سپرد. سپس مادرعلی با یکی از سران مکتب اعتزال به نام ابوعلی‌جبّائی ازدواج کرد و ازآن‌پس علی به مدت سی سال در دامان جبائی به کنکاش آراء اعتزالی پرداخت. (البته در آن‌هنگام هم به‌تحصیل علم‌حدیث، فقه و اصول‌فقه نزد محدثین و فقهاء ادامه می‌داد) تا اینکه سرانجام در سال ۳۰۰ هـ ق در سن چهل سالگی به‌طورکلی از مکتب اعتزال کناره‌گرفت و به مذهب اهل‌سنت‌و‌جماعت درآمد. سپس  اشعری بعد از بیست سال یعنی در سال 320 هـ ق از بصره به بغداد، پایتخت دولت اسلامی، نقل‌مکان کرد و تا لحظه‌ی آخر حیاتش در همان‌جا به دفاع از مذهب اهل‌سنت‌و‌جماعت پرداخت.  اشعری در سال ۳۲۴ هـ ق در سن ۶۴ سالگی بعدازآن‌که پایه‌های مکتب اهل‌سنت‌و‌جماعت را  به زعم خودش استحکام‌بخشید، در شهر بغداد دار فانی را وداع‌گفت و در همان جا به خاک سپرده‌شد .
بعضی گفته‌اند شیخ ابوالحسن‌اشعری از انتساب به جدّ نهم خود یعنی ابوموسی اشعری، شهرت «اشعری» را یافته است و خود ابوموسی هم منسوب است به طایفه‌ی اشعر، که قبیله‌ای در یمن بودند. 

شیخ ابوالحسن اشعری چرا و چگونه از مکتب اعتزال کناره‌گیری کرد؟
اشعری از همان آغاز جوانی، تحصیلاتش را در مکتب اعتزال نزد ابوعلی جبّائی، شروع‌کرد و با توجه به نبوغ و استعداد سرشاری که داشت توانست در زمان اندکی کلیات و نقطه‌قوّت‌های آن‌مکتب را فراگیرد. اشعری در این‌مکتب به‌اندازه‌ای پیش‌رفت که به‌عنوان یکی از پیشوایان اعتزال به شمار‌آمد و انتظار می‌رفت در آینده‌ای نه‌چندان دور به منصب رهبری این مکتب نائل‌گردد. البته شیخ‌اشعری  تنها به شنیدن اقوال معتزله بسنده‌نکرد بلکه جهت تحصیل علم‌فقه به محضر ابواسحاق مروزی (متوفی۳40 هـ ق) رفت و دانش‌حدیث را از محدّثین بسیاری ازجمله: ابن‌یحیی‌ساجی، سهل بن نوح، محمد بن یعقوب و ... فراگرفت. 
اشعری بعدازآنکه سنش به چهل‌سالگی نزدیک‌شد، اصول مکتب اعتزال را با آیات قرآن و احادیث پیامبر صلی الله علیه و اله مقایسه‌کرد و معتقد به تناقضاتی بین آن‌ها گردید.  اشعری جهت رفع این تناقضات به دامان رهبر مکتب اعتزال، استاد دیرینه‌اش ابوعلی‌جبّائی (متوفای 303 هـ ق) پناه‌برد. اما پاسخ های استادش را نپسندید.
مورخ و محدث‌بزرگ قرن‌ششم، ابن‌عساکردمشقی آورده که شیخ ابوالقاسم حجاج می‌فرماید، در مورد شیخ ابوالحسن اشعری از ‌بن‌اسحاق أزدی قیروانی پرسیدم ایشان چنین پاسخ‌دادند:
«اشعری که شیخ و امام و(در باب عقیده)تکیه‌گاه ماست بعداز اینکه چهل‌سال از عمر خود را در مذهب اعتزال سپری می‌کند و به پیشوای آن‌ مکتب تبدیل می‌شود به مدت پانزده‌ روز ، در خانها‌ش خود را از مردم کنار می‌گیرد سپس به مسجد جامعه(ی‌بصره) رفته (و درحالی‌که چند کتاب در دست‌دارد) به بالای منبر می‌رود و می‌گوید: ای‌مردم دلیل اینکه در این مدت از شما کناره‌گیری کردم این‌بود که در دلایل معتزله تفکر‌کردم و آن‌ها را با دلایل دیگران مقایسه نمودم اما تمام آن دلایل را (ازنظر ضعف‌وقوّت) در برابر یکدیگر و مساوی، یافتم به شیوه‌ای که از نظر من نه حقی بر باطلی ترجیح‌یافت و نه باطلی برحقی، سپس دعا کردم و از خداوند خواستم که مرا (به تشخیص راه حق) هدایت‌فرماید، سپس خداوند مرا به‌سوی اعتقاد و باور به آنچه در این کتاب‌ها نوشته‌ام هدایت‌داد. ای‌مردم بدانید که تمام اعتقادات اعتزالی که قبلاً به آن‌ها باور داشتم از خود خلع و بَرکَندم همانند بَرکندن این جامه (در آن هنگام جامه‌ای که بر تن داشت درآورد و دور انداخت) و کتاب‌هایی را که در دست‌داشت (و باورهای تازه‌اش را در آن‌ها نوشته‌بود) تحویل مردم داد که یکی از آن‌ها کتاب «أللُمَع» بود و یکی‌دیگر از آن‌ها کتابی به نام «کشف‌الاسرار و هتک الأستار» (برمَلا ساختن رازها و دریدن پرده‌ها) بود که در آن اشتباهات معتزله را نمایان ساخته بود.و پس‌ازآنکه محدثین و فقهاءِ اهل‌سنت‌و‌جماعت این کتاب‌ها را خواندند، اعتقاداتی که در آن‌ها نوشته‌شده بود را قبول کرده و به خود نسبت دادند (زیرا آن‌ها را مطابق با باورهای اصحاب و تابعین یافتند) و شیخ‌اشعری را از خودشان به‌حساب‌آورده و به برتری او باور پیدا‌کردند سپس ایشان را به‌عنوان امام و پیشوای اعتقادی خود منصوب کردند و مذهب خود را (که تا آن‌هنگام به اسم اهل‌سنت‌و‌جماعت یا مذهب‌اهل‌حدیث، شناخته‌شده بود) به ایشان نسبت‌داده و به «مذهب‌اشعری» نام‌گذاری کردند  .